# Ceradenia maxoniana
Ceradenia maxoniana är en stensöteväxtart som beskrevs av Luther Earl Bishop. Ceradenia maxoniana ingår i släktet Ceradenia och familjen Polypodiaceae. Inga underarter finns listade.